# 1999年努纳武特地区大选
1999年努纳武特地区大选于1999年2月15日举行，用以選出首届努纳武特地区立法会议员.
因努纳武特地区实行共识政府制度，首届地区立法会于3月5日举行的第一次特别会议选举保罗·奥卡利克（Paul Okalik）为首任努纳武特地区行政长官。

## 背景
为确保1999年4月1日努纳武特地区正式成立当天努纳武特地区政府能正常开始运作，地区首届大选于同年2月份举行。